# The Norman Fucking Rockwell Tour
Il The Norman Fucking Rockwell Tour è il quinto tour musicale della cantautrice statunitense Lana Del Rey, a supporto del suo sesto album in studio Norman Fucking Rockwell! (2019).

## Antefatti e sviluppo
In seguito all'annuncio relativamente alla data di pubblicazione di Norman Fucking Rockwell!, il 1º agosto 2019 Lana Del Rey ha confermato che avrebbe anche intrapreso un tour per promuovere l'album, in parallelo alla diffusione del trailer ufficiale del progetto. La prima tappa del tour ha avuto luogo nell'autunno 2019 lungo la costa occidentale del Nord America, con date sia in Canada che negli Stati Uniti.
Il tour sarebbe dovuto proseguire nel 2020 con concerti in Europa e Sud America, che sono stati cancellati a causa dello scoppio della pandemia di COVID-19.

## Scaletta
Questa è la scaletta del concerto del 21 settembre 2019 a Wantagh.
1. Norman Fucking Rockwell
2. Bartender
3. Chealsea Hotel No. 2 (cover di Leonard Cohen)
4. Born to Die
5. Blue Jeans
6. Cherry
7. White Mustang
8. Pretty When You Cry
9. Change / Black Beauty / Young and Beautiful / Ride
10. Tomorrow Never Came
11. Video Games
12. Mariners Apartment Complex
13. Summertime Sadness
14. Doin' Time
15. Off to the Races
16. Shades of Cool
17. Venice Bitch

## Date del tour
| Data              | Città         | Stato               | Luogo                                           | Artisti d'apertura | Biglietti venduti / Biglietti disponibili | Incasso      |
| Nord America      | Nord America  | Nord America        | Nord America                                    | Nord America       | Nord America                              | Nord America |
| ----------------- | ------------- | ------------------- | ----------------------------------------------- | ------------------ | ----------------------------------------- | ------------ |
| 21 settembre 2019 | Wantagh       | Stati Uniti         | Northwell Health at Jones Beach Theater         | N.D.               | N.D.                                      | N.D.         |
| 30 settembre 2019 | Vancouver     | Canada              | Rogers Arena                                    | N.D.               | 8.252 / 8.252                             | $544.046     |
| 2 ottobre 2019    | Seattle       | Stati Uniti         | WaMu Theater                                    | N.D.               | N.D.                                      | N.D.         |
| 3 ottobre 2019    | Portland      | Stati Uniti         | Moda Center                                     | N.D.               | 8.312 / 8.840                             | $570.374     |
| 6 ottobre 2019    | Berkeley      | Stati Uniti         | Greek Theatre                                   | N.D.               | 8.597 / 8.597                             | $587.492     |
| 8 ottobre 2019    | Sacramento    | Stati Uniti         | Sacramento Memorial Auditorium                  | N.D.               | N.D.                                      | N.D.         |
| 10 ottobre 2019   | Los Angeles   | Stati Uniti         | Hollywood Bowl                                  | N.D.               | N.D.                                      | N.D.         |
| 11 ottobre 2019   | San Diego     | Stati Uniti         | Cal Coast Credit Union Open Air Theatre         | N.D.               | N.D.                                      | N.D.         |
| 3 novembre 2019   | Albuquerque   | Stati Uniti         | Kiva Auditorium                                 | Andrew Thomas      | N.D.                                      | N.D.         |
| 4 novembre 2019   | Denver        | Stati Uniti         | Bellco Theatre                                  | Julia Jacklin      | 4.620 / 4.620                             | $327.271     |
| 6 novembre 2019   | Sioux Falls   | Stati Uniti         | The District                                    | Haley McCallum     | 1.480 / 1.480                             | $112.610     |
| 8 novembre 2019   | Chicago       | Stati Uniti         | Aragon Ballroom                                 | Lucy Dacus         | N.D.                                      | N.D.         |
| 10 novembre 2019  | Des Moines    | Stati Uniti         | Community Choice Credit Union Convention Center | N.D.               | N.D.                                      | N.D.         |
| 11 novembre 2019  | Madison       | Stati Uniti         | The Sylvee                                      | N.D.               | 2.249 / 2.249                             | $164.617     |
| 13 novembre 2019  | Omaha         | Stati Uniti         | Orpheum Theatre                                 | Nikki Lane         | 2.586 / 2.610                             | $172.863     |
| 14 novembre 2019  | Kansas City   | Stati Uniti         | Uptown Theater                                  | Lissie             | N.D.                                      | N.D.         |
| 16 novembre 2019  | Wichita       | Stati Uniti         | Cotillion Ballroom                              | N.D.               | N.D.                                      | N.D.         |
| 17 novembre 2019  | Oklahoma City | Stati Uniti         | The Criterion                                   | Rober Ellis        | N.D.                                      | N.D.         |
| 19 novembre 2019  | Nashville     | Stati Uniti         | Nashville Municipal Auditorium                  | Lissie             | N.D.                                      | N.D.         |
| Medio Oriente     |               |                     |                                                 |                    |                                           |              |
| 30 novembre 2019  | Abu Dhabi     | Emirati Arabi Uniti | Yas Marina Circuit                              | N.D.               | N.D.                                      | N.D.         |

## Cancellazioni
| Data             | Città             | Stato       | Luogo                    | Causa                              |
| ---------------- | ----------------- | ----------- | ------------------------ | ---------------------------------- |
| 21 febbraio 2020 | Amsterdam         | Paesi Bassi | Ziggo Dome               | Problemi di salute                 |
| 23 febbraio 2020 | Parigi            | Francia     | AccorHotels Arena        | Problemi di salute                 |
| 25 febbraio 2020 | Londra            | Regno Unito | The O2 Arena             | Problemi di salute                 |
| 26 febbraio 2020 | Manchester        | Regno Unito | Manchester Arena         | Problemi di salute                 |
| 28 febbraio 2020 | Glasgow           | Regno Unito | The SSE Hydro            | Problemi di salute                 |
| 29 febbraio 2020 | Birmingham        | Regno Unito | Resorts World Arena      | Problemi di salute                 |
| 2 marzo 2020     | Berlino           | Germania    | Mercedes-Benz Arena      | Problemi di salute                 |
| 3 marzo 2020     | Colonia           | Germania    | Lanxess Arena            | Problemi di salute                 |
| 27 marzo 2020    | Buenos Aires      | Argentina   | Hipódromo de San Isidro  | Pandemia di COVID-19 del 2019-2021 |
| 29 marzo 2020    | Santiago del Cile | Cile        | O'Higgins Park           | Pandemia di COVID-19 del 2019-2021 |
| 31 marzo 2020    | Asunción          | Paraguay    | Hipódromo de Asunción    | Pandemia di COVID-19 del 2019-2021 |
| 3 aprile 2020    | San Paolo         | Brasile     | Autòdromo De Interlagos  | Pandemia di COVID-19 del 2019-2021 |
| 12 aprile 2020   | Indio             | Stati Uniti | Empire Polo Club         | Pandemia di COVID-19 del 2019-2021 |
| 19 aprile 2020   | Indio             | Stati Uniti | Empire Polo Club         | Pandemia di COVID-19 del 2019-2021 |
| 15 maggio 2020   | Gulf Shores       | Stati Uniti | 101 East Beach Boulevard | Pandemia di COVID-19 del 2019-2021 |
| 5 giugno 2020    | Barcellona        | Spagna      | Parc del Fòrum           | Pandemia di COVID-19 del 2019-2021 |
| 7 giugno 2020    | Parigi            | Francia     | Bois de Vincennes        | Pandemia di COVID-19 del 2019-2021 |
| 9 giugno 2020    | Verona            | Italia      | Arena di Verona          | Pandemia di COVID-19 del 2019-2021 |
| 12 giugno 2020   | Porto             | Portogallo  | Parque da Cidade         | Pandemia di COVID-19 del 2019-2021 |
| 14 giugno 2020   | Manchester        | Stati Uniti | Great Stage Park         | Pandemia di COVID-19 del 2019-2021 |